# Разъезд 9
Разъезд 9 (каз. рзд.9) — упразднённый разъезд в Сырдарьинском районе Кызылординской области Казахстана. Упразднено в 2018 г. Входил в состав сельского округа им.Токмаганбетова. Код КАТО — 434849300.

## Население
В 1999 году население разъезда составляло 82 человека (40 мужчин и 42 женщины). По данным переписи 2009 года, в разъезде проживали 34 человека (18 мужчин и 16 женщин).